# Distretto di Treptow-Köpenick
Il distretto di Treptow-Köpenick /ˈtʀeːptoː ˈkøːpənɪk/ è il nono distretto (Bezirk) di Berlino.
Con una superficie di 168,43 km², è il più esteso fra i distretti cittadini. Con una popolazione (2020) di soli 276 165 abitanti, è il distretto cittadino con la più bassa densità di popolazione: circa 2/3 della superficie del distretto è infatti costituita da laghi, boschi o parchi.

## Amministrazione
L'amministrazione distrettuale ha sede al Rathaus Köpenick, nel quartiere omonimo.
Il sindaco distrettuale (Bezirksbürgermeister) in carica è Oliver Igel, della SPD.

### Suddivisione amministrativa
Il distretto di Treptow-Köpenick è diviso in 15 quartieri (Ortsteil):
- 0901 Alt-Treptow
- 0902 Plänterwald
- 0903 Baumschulenweg
- 0904 Johannisthal
- 0905 Niederschöneweide
- 0906 Altglienicke
- 0907 Adlershof
- 0908 Bohnsdorf
- 0909 Oberschöneweide
- 0910 Köpenick
- 0911 Friedrichshagen
- 0912 Rahnsdorf
- 0913 Grünau
- 0914 Müggelheim
- 0915 Schmöckwitz

## Storia
Il distretto di Treptow-Köpenick fu creato nel 2001 unificando i precedenti distretti di Köpenick e di Treptow.

### Lista dei sindaci distrettuali (Bezirksbürgermeister) di Treptow-Köpenick
- Klaus Ulbricht (SPD) (2001-2006)
- Gabriele Schöttler (SPD) (2006-2011)
- Oliver Igel (SPD) (2011-…)

## Gemellaggi
- Albinea
- Cajamarca
- East Norriton Township
- Colonia